# Кубок СРСР з футболу 1958
Кубок СРСР з футболу 1958 — 18-й розіграш кубкового футбольного турніру в СРСР. Володарем Кубка вшосте став московський «Спартак».

## Зональний етап

### Зона 1
Перший раунд
| Команда 1                 | Рахунок  | Команда 2                   |
| ------------------------- | -------- | --------------------------- |
| Торпедо (Таганрог)        | 3 – 1    | СКВО (Одеса)                |
| Зеніт (Іжевськ)           | 4 – 1    | Локомотив (Саратов)         |
| Іскра (Казань)            | 3 – 1    | Команда м. Воронежа         |
| Енергія (Волзький)        | 0 – 2    | Динамо (Кіров)              |
| Авангард (Миколаїв)       | 0 – 2    | Спартак (Херсон)            |
| Зірка (Кіровоград)        | 4 – 0    | Торпедо (Горький)           |
| Трактор (Сталінград)      | 2 – 3    | Динамо (Ульяновськ)         |
| Трудові резерви (Липецьк) | 1 – 3 дч | Трудові резерви (Ленінград) |

1/4 фіналу
| Команда 1          | Рахунок | Команда 2                   |
| ------------------ | ------- | --------------------------- |
| Спартак (Херсон)   | 0 – 2   | Зірка (Кіровоград)          |
| Динамо (Кіров)     | 3 – 1   | Іскра (Казань)              |
| Зеніт (Іжевськ)    | 6 – 3   | Динамо (Ульяновськ)         |
| Торпедо (Таганрог) | 4 – 1   | Трудові резерви (Ленінград) |

Півфінали
| Команда 1          | Рахунок | Команда 2          |
| ------------------ | ------- | ------------------ |
| Зеніт (Іжевськ)    | 1 – 0   | Динамо (Кіров)     |
| Торпедо (Таганрог) | 2 – 0   | Зірка (Кіровоград) |

Фінал
| Команда 1          | Рахунок | Команда 2       |
| ------------------ | ------- | --------------- |
| Торпедо (Таганрог) | 2 – 0   | Зеніт (Іжевськ) |

### Зона 2
Перший раунд
| Команда 1                   | Рахунок | Команда 2                    |
| --------------------------- | ------- | ---------------------------- |
| Металург (Запоріжжя)        | 2 – 0   | Авангард (Сімферополь)       |
| Знамя Труда (Орєхово-Зуєво) | 1 – 0   | Хімік (Ярославль)            |
| Трудові резерви (Луганськ)  | 6 – 2   | Трудові резерви (Курськ)     |
| Ракета (Горький)            | 3 – 1   | Текстильник (Іваново)        |
| Колгоспник (Полтава)        | 8 – 1   | Ростсільмаш (Ростов на Дону) |
| Авангард (Харків)           | 2 – 3   | СКЧФ (Севастополь)           |
| Металург (Дніпропетровськ)  | 2 – 1   | Труд (Сталіногорськ)         |
| Хімік (Дніпродзержинськ)    | 1 – 2   | Колгоспник (Черкаси)         |

1/4 фіналу
| Команда 1                   | Рахунок  | Команда 2                  |
| --------------------------- | -------- | -------------------------- |
| Знамя Труда (Орєхово-Зуєво) | 3 – 0    | СКЧФ (Севастополь)         |
| Колгоспник (Черкаси)        | 2 – 1    | Ракета (Горький)           |
| Металург (Запоріжжя)        | 3 – 2    | Трудові резерви (Луганськ) |
| Колгоспник (Полтава)        | 1 – 3 дч | Металург (Дніпропетровськ) |

Півфінали
| Команда 1                   | Рахунок  | Команда 2            |
| --------------------------- | -------- | -------------------- |
| Знамя Труда (Орєхово-Зуєво) | 4 – 1    | Металург (Запоріжжя) |
| Металург (Дніпропетровськ)  | 1 – 0 дч | Колгоспник (Черкаси) |

Фінал
| Команда 1                   | Рахунок | Команда 2                  |
| --------------------------- | ------- | -------------------------- |
| Знамя Труда (Орєхово-Зуєво) | 2 – 0   | Металург (Дніпропетровськ) |

### Зона 3
Перший раунд
| Команда 1           | Рахунок  | Команда 2             |
| ------------------- | -------- | --------------------- |
| Спартак (Станіслав) | [ 2 ]    | Динамо (Таллінн)      |
| Даугава (Рига)      | 3 – 1    | Спартак (Ужгород)     |
| Спартак (Вільнюс)   | 1 – 0    | Спартак (Мінськ)      |
| СКВО (Львів)        | 5 – 2    | Волга (Калі́нін)       |
| Колгоспник (Рівне)  | 2 – 1    | ЛТІ (Ленінград)       |
| Чорноморець (Одеса) | 2 – 1 дч | Урожай (Мінськ)       |
| Труд (Глухово)      | 2 – 1 дч | Балтика (Калінінград) |
| Локомотив (Вінниця) | 3 – 1    | СКВО (Київ)           |

1/4 фіналу
| Команда 1           | Рахунок  | Команда 2           |
| ------------------- | -------- | ------------------- |
| Даугава (Рига)      | [ 3 ]    | Спартак (Вільнюс)   |
| Колгоспник (Рівне)  | 2 – 1    | Чорноморець (Одеса) |
| СКВО (Львів)        | 5 – 3 дч | Спартак (Станіслав) |
| Локомотив (Вінниця) | 2 – 1    | Труд (Глухово)      |

Півфінали
| Команда 1           | Рахунок | Команда 2          |
| ------------------- | ------- | ------------------ |
| Локомотив (Вінниця) | 4 – 2   | Даугава (Рига)     |
| СКВО (Львів)        | 4 – 0   | Колгоспник (Рівне) |

Фінал
| Команда 1           | Рахунок | Команда 2    |
| ------------------- | ------- | ------------ |
| Локомотив (Вінниця) | 0 – 1   | СКВО (Львів) |

### Зона 4
Перший раунд
| Команда 1              | Рахунок  | Команда 2             |
| ---------------------- | -------- | --------------------- |
| Локомотив (Артемівськ) | 2 – 1    | Шахтар (Шахти)        |
| Локомотив (Кутаїсі)    | 1 – 0    | Металург (Сталінград) |
| Темп (Махачкала)       | 1 – 0    | Спартак (Єреван)      |
| Ширак (Ленінакан)      | 0 – 1    | Буревісник (Тбілісі)  |
| Шахтар (Кадіївка)      | 1 – 2    | СКВО (Ростов-на-Дону) |
| СКВО (Тбілісі)         | 5 – 3    | Спартак (Ставрополь)  |
| Труд (Астрахань)       | 0 – 2    | Терек (Грозний)       |
| Нафтовик (Баку)        | 1 – 2 дч | Кубань (Краснодар)    |

1/4 фіналу
| Команда 1             | Рахунок | Команда 2              |
| --------------------- | ------- | ---------------------- |
| Локомотив (Кутаїсі)   | 2 – 1   | Локомотив (Артемівськ) |
| СКВО (Ростов-на-Дону) | 4 – 3   | Темп (Махачкала)       |
| Терек (Грозний)       | 2 – 1   | СКВО (Тбілісі)         |
| Буревісник (Тбілісі)  | 2 – 1   | Кубань (Краснодар)     |

Півфінали
| Команда 1             | Рахунок | Команда 2            |
| --------------------- | ------- | -------------------- |
| СКВО (Ростов-на-Дону) | 2 – 0   | Буревісник (Тбілісі) |
| Терек (Грозний)       | 2 – 0   | Локомотив (Кутаїсі)  |

Фінал
| Команда 1             | Рахунок | Команда 2       |
| --------------------- | ------- | --------------- |
| СКВО (Ростов-на-Дону) | 3 – 0   | Терек (Грозний) |

### Зона 5
Перший раунд
| Команда 1                | Рахунок | Команда 2                    |
| ------------------------ | ------- | ---------------------------- |
| Шахтар (Караганда)       | 2 – 0   | Трудові резерви (Ташкент)    |
| Металург (Магнітогорськ) | 3 – 1   | Металург (Нижній Тагіл)      |
| Спартак (Фрунзе)         | 2 – 1   | Кайрат (Алма-Ата)            |
| Памір (Ленінабад)        | 0 – 1   | Колхозчі (Ашхабад)           |
| Пахтакор (Ташкент)       | 3 – 0   | Хосілот (Сталінабад)         |
| Локомотив (Челябінськ)   | 3 – 1   | Девон (Уфа)                  |
| Хімік (Березники)        | 2 – 6   | СКВО (Свердловськ)           |
| Зірка (Перм)             | 1 – 2   | Машинобудівник (Свердловськ) |

1/4 фіналу
| Команда 1                | Рахунок | Команда 2                    |
| ------------------------ | ------- | ---------------------------- |
| Спартак (Фрунзе)         | 2 – 1   | Шахтар (Караганда)           |
| Пахтакор (Ташкент)       | 3 – 0   | Колхозчі (Ашхабад)           |
| Металург (Магнітогорськ) | 0 – 2   | Машинобудівник (Свердловськ) |
| Локомотив (Челябінськ)   | 3 – 5   | СКВО (Свердловськ)           |

Півфінали
| Команда 1                    | Рахунок | Команда 2          |
| ---------------------------- | ------- | ------------------ |
| Машинобудівник (Свердловськ) | 2 – 0   | СКВО (Свердловськ) |
| Спартак (Фрунзе)             | 0 – 1   | Пахтакор (Ташкент) |

Фінал
| Команда 1          | Рахунок | Команда 2                    |
| ------------------ | ------- | ---------------------------- |
| Пахтакор (Ташкент) | 2 – 2   | Машинобудівник (Свердловськ) |

### Зона 6
Перший раунд
| Команда 1                 | Рахунок  | Команда 2                         |
| ------------------------- | -------- | --------------------------------- |
| Урожай (Барнаул)          | [ 6 ]    | Локомотив (Улан-Уде)              |
| Промінь (Владивосток)     | 2 – 0    | Локомотив (Комсомольськ-на-Амурі) |
| СКВО (Хабаровськ)         | 2 – 0    | Локомотив (Свободний)             |
| Сибсільмаш (Новосибірськ) | 2 – 4    | Локомотив (Красноярськ)           |
| Хімік (Кемерово)          | 1 – 2 дч | Томич (Томськ)                    |
| Енергія (Іркутськ)        | 2 – 1    | СКВО (Чита)                       |

1/4 фіналу
| Команда 1                         | Рахунок | Команда 2               |
| --------------------------------- | ------- | ----------------------- |
| Урожай (Барнаул)                  | 6 – 1   | Металург (Сталінськ)    |
| Томич (Томськ)                    | 0 – 1   | Енергія (Іркутськ)      |
| Локомотив (Комсомольськ-на-Амурі) | 0 – 1   | СКВО (Хабаровськ)       |
| Іртиш (Омськ)                     | 1 – 2   | Локомотив (Красноярськ) |

Півфінали
| Команда 1               | Рахунок  | Команда 2         |
| ----------------------- | -------- | ----------------- |
| Локомотив (Красноярськ) | 3 – 1    | СКВО (Хабаровськ) |
| Енергія (Іркутськ)      | 2 – 1 дч | Урожай (Барнаул)  |

Фінал
| Команда 1               | Рахунок | Команда 2          |
| ----------------------- | ------- | ------------------ |
| Локомотив (Красноярськ) | 4 – 2   | Енергія (Іркутськ) |

### Стикові матчі
| Команда 1                   | Рахунок  | Команда 2             |
| --------------------------- | -------- | --------------------- |
| СКВО (Львів)                | 4 – 3 дч | СКВО (Ростов-на-Дону) |
| Знамя Труда (Орєхово-Зуєво) | 1 – 0 дч | Торпедо (Таганрог)    |

Автоматично пройшли далі Пахтакор (Ташкент) та Локомотив (Красноярськ).

## Фінальний турнір

### 1/8 фіналу
| Команда 1                   | Рахунок | Команда 2          |
| --------------------------- | ------- | ------------------ |
| Локомотив (Красноярськ)     | 3 – 0   | Зеніт (Ленінград)  |
| Пахтакор (Ташкент)          | 2 – 1   | СКВО (Львів)       |
| Знамя Труда (Орєхово-Зуєво) | 2 – 1   | Молдова (Кишинів)  |
| Динамо (Київ)               | 0 – 4   | Спартак (Москва)   |
| Шахтар (Сталіне)            | 1 – 2   | Торпедо (Москва)   |
| Адміралтієць (Ленінград)    | 3 – 1   | Динамо (Тбілісі)   |
| Динамо (Москва)             | 2 – 1   | ЦСК МО (Москва)    |
| Крила Рад (Куйбишев)        | 0 – 2   | Локомотив (Москва) |

### 1/4 фіналу
| Команда 1                | Рахунок | Команда 2                   |
| ------------------------ | ------- | --------------------------- |
| Спартак (Москва)         | 4 – 1   | Локомотив (Красноярськ)     |
| Локомотив (Москва)       | 2 – 1   | Знамя Труда (Орєхово-Зуєво) |
| Адміралтієць (Ленінград) | 1 – 6   | Торпедо (Москва)            |
| Пахтакор (Ташкент)       | 0 – 2   | Динамо (Москва)             |

### Півфінали
| Команда 1        | Рахунок  | Команда 2          |
| ---------------- | -------- | ------------------ |
| Спартак (Москва) | 2 – 1    | Локомотив (Москва) |
| Торпедо (Москва) | 2 – 1 дч | Динамо (Москва)    |

### Фінал
| 2 листопада 1958 |

| «Спартак» М | 1 – 0 | «Торпедо» М |
| ----------- | ----- | ----------- |
| Симонян 98' | Звіт  |             |

| Центральний стадіон (Москва) Глядачів: 110 000 Арбітр: Костянтин Демченко (Москва) |